# Clayworth
Clayworth är en ort och civil parish i Storbritannien.   Den ligger i grevskapet Nottinghamshire och riksdelen England, i den sydöstra delen av landet, 210 km norr om huvudstaden London. Clayworth ligger 20 meter över havet och antalet invånare är 319.
Terrängen runt Clayworth är platt, och sluttar norrut. Runt Clayworth är det ganska tätbefolkat, med 172 invånare per kvadratkilometer. Närmaste större samhälle är Retford, 7,5 km söder om Clayworth. Trakten runt Clayworth består till största delen av jordbruksmark.